# Házlův kříž
Házlův kříž je přírodní památka v okrese Český Krumlov. Nachází se na Šumavě, jihozápadně od Horní Plané, jeden kilometr jižně od osady Přední Zvonková, těsně u česko-rakouské státní hranice. Je součástí chráněné krajinné oblasti Šumava. Důvodem ochrany je komplex vlhkých luk a rašelinišť.